# نویه باخ‌گیزلشافت
نویه باخ‌گیزلشافت (آلمانی: Neue Bachgesellschaft؛ ‏ معنای تحت‌اللفظی: انجمن نوین باخ) سازمانی مستقر در شهر لایپزیگ آلمان است که به موسیقی آهنگساز بزرگ آلمانی یوهان سباستیان باخ اختصاص دارد. این سازمان در سال ۱۹۰۰ جایگزین باخ گیزلشافت شد که ما بین سال‌های ۱۸۵۰ و ۱۹۰۰ نسخه کاملی از آثار باخ را منتشر کرد که برخی قطعات آن برای نخستین بار بود که نشر می‌یافت. پس از تکمیل این آثار جمع‌آوری شده (باخ-آسگابه)، باخ گیزلشافت خود را منحل کرد.
نویه باخ‌گیزلشافت سه وظیفهٔ سنگین را به عهده گرفت:
- انتشار سالیانهٔ باخ-یاربوخ (کتاب سال باخ)[۱]
- برپایی دو سالانهٔ باخفسته (جشنواره‌های باخ، که امروزه به‌صورت سالانه برگزار می‌شود). محل برگزاری این جشنواره عمدتاً در آلمان بوده‌است، اما جشنواره در سال ۲۰۱۲ ابعادی بین‌المللی به خود گرفت و در گرلیتز-ازگوژلتس در مرز آلمان و لهستان برگزار شد.
- تأسیس موزه باخ. نویه باخ‌گیزلشافت در سال ۱۹۰۷ نخستین موزه اختصاصی باخ را در زادگاه وی آیزناخ، برپا کرد. خانه باخ توسط، یک شرکت خیریه ثبت‌شده، با همیاری نویه باخ‌گیزلشافت به عنوان تنها شریک آن، اداره می‌شود.